# Lehrererzählung (Geschichtsunterricht)
Die Lehrererzählung ist eine traditionelle Methode zur Darstellung von Geschichte im Unterricht. Sie gehört zum Frontalunterricht.

## Entwicklung
Alois Clemens Scheiblhuber gilt als der Geschichtsdidaktiker aus dem Kaiserreich, der über Jahrzehnte das Rüstzeug für eine schulische Geschichtserzählung geliefert hat. Das Interesse der Schüler an der Geschichte sollte durch ihre Anteilnahme an einer spannenden Geschichte geweckt und gefördert werden. Scheiblhuber sprach von einer „Handlung wie in einem Roman oder Drama, je spannender, desto besser, ein paar Hauptpersonen, die im Mittelpunkt dieser Handlung stehen, um die sich alles bewegt, und die aufregende Szenen herbeiführen oder erleben“. Die Lernenden sollten „mit dem Gemüt Anteil nehmen an der Handlung und an den Personen, indem sie mit ihnen triumphieren oder leiden, sich freuen oder für sie fürchten“. Wenn ein Kind „einmal […] auf diese Weise gewonnen“ sei, meinte Scheiblhuber, „dann wird bald auch der Verstand sich an die Lösung von allerlei Problemen heranwagen, die Unterhaltung tritt zurück gegenüber dem Ernste, und aus Geschichten wird Geschichte“. Dahinter stecken Anleihen aus der Dramentheorie wie die Einheit von Handlung, Ort und Zeit sowie die Steigerung der Handlung bis zur Peripetie.
Die Erzählung war immer eine Grundform der Geschichtsvermittlung in der Gesellschaft. Lange Zeit herrschte die Lehrererzählung in der Schule vor, erst in den 1960er Jahren setzte in Deutschland stärkere Kritik an der passiven Rolle der naiv zuhörenden Schüler und an der Einseitigkeit der Deutung durch die Lehrkraft ein. In den folgenden Jahrzehnten wurde sie aus der Lehrerausbildung weitgehend verbannt. Erst in den 1990er Jahren wurde sie wieder zunehmend rehabilitiert, weil ihre Attraktivität die Motivation der Schüler für den Geschichtsunterricht gegenüber ständiger Arbeit mit historischen Quellen deutlich erhöhte. Dennoch besteht das didaktische Problem fort, dass suggestive Deutungen des Vortragenden über die Erzählung transportiert werden.

## Formen
Heinz Dieter Schmid nennt für den Geschichtsunterricht die Grundformen Erzählen, Berichten, Demonstrieren und Informieren. 
Die Geschichtserzählung ist ein Textvortrag mittlerer Länge mit durchweg großer Anschaulichkeit, Dichte und Farbigkeit, aber nicht aus völlig freier Erfindung entstanden. Sie stützt sich auf Quellen und Darstellungen. Die Geschichtserzählung hat einen novellistischen Kern und verdichtet sich oft in einer repräsentativen Entscheidung oder Szene.
Der Bericht ist eine Darstellung stärker generalisierender Art, mittlerer Dichte und inhaltlich größeren Umfangs. Der Bericht verzichtet auf die pralle Anschaulichkeit der Einzelheiten, legt mehr Wert auf die Erklärung, bezieht unterschiedliche Lehrmeinungen und Forschungsergebnisse ein. Wissen wird erläutert, erklärt und integriert. 
Die Demonstration ist ein Lehrervortrag zur Methode. Der Lehrer macht an einem Beispiel vor, wie man ein Bild, eine Karte, eine Münze, eine Statistik interpretiert oder wie man deduktiv oder induktiv vorgeht. 
Die Information ist die am stärksten generalisierende Vortragsform. Sie reduziert den historischen Sachverhalt auf allgemeine Linien und fußt auf einer strengen und klaren Gliederung.

## Weblink
- Hilke Günther-Arndt: Wie wird Geschichte vermittelt? In: uni-oldenburg.de. Ehemals im Original (nicht mehr online verfügbar); abgerufen am 5. August 2009. (Seite nicht mehr abrufbar. Suche in Webarchiven)

## Belege
1. ↑  Alois Clemens Scheiblhuber: Erleben durch phantasiemäßige Darstellung. In: Pädagogische Zentrale des Deutschen Lehrervereins (Hrsg.): 3. Jahrbuch der Pädagogischen Zentrale des Deutschen Lehrervereins, Leipzig/Berlin 1913, S. 217–233